# Bob- und Skeleton-Europameisterschaften 2017
Die Bob- und Skeleton-Europameisterschaften 2017, offiziell BMW IBSF European Championship, fanden zwischen dem 13. und 15. Januar 2017 im deutschen Winterberg in der Veltins-Eisarena statt. Die Wettbewerbe im Bob und im Skeleton waren sowohl bei den Männern, als auch bei den Frauen gleichzeitig das vierte von acht Weltcup-Saisonwettbewerben. Mit Abstand erfolgreichste Nation war Deutschland, welche allein vier von fünf Europameistertiteln feiern könnte.

## Bob

### Zweierbob Männer
Bereits im ersten Lauf zeigte Francesco Friedrich der Konkurrenz, dass er in Winterberg seinen zweiten Europameister im Zweier-Bob gewinnen wollte. Mit über drei Zehnteln Vorsprung verwies er nationalmannschaftskollege Johannes Lochner auf den zweiten Platz, um den er aber mit dem Letten Ķibermanis und dem Russen Stulnew hart kämpfen musste. Während Friedrich auch im zweiten Lauf mit Laufbestzeit seinen zweiten EM-Titel feiern konnte, konnte Lochner mit dem hauchdünnen Vorsprung von sechs Hundertsteln Silber vor dem Letten Kibermanis feiern. Da der russische Pilot Kasjanow im Nachgang von der ISBF wegen Doping-Vergehens gesperrt wurde, ist auch sein achter Platz in der Wertung annulliert worden.
Datum: 14. Januar 2017
| Platz   | Bob                                              | Lauf 1 Platz  | Lauf 2 Platz   | Gesamtzeit Rückstand |
| ------- | ------------------------------------------------ | ------------- | -------------- | -------------------- |
| 1       | DeutschlandFrancesco Friedrich Thorsten Margis   | 55,86 1       | 55,81 1        | 1:51,67 ±0,00        |
| 2       | DeutschlandJohannes Lochner Joshua Bluhm         | 56,22 2       | 56,16 3        | 1:52,38 +0,71        |
| 3       | LettlandOskars Ķibermanis Matīss Miknis          | 56,29 3       | 56,15 2        | 1:52,44 +0,77        |
| 4       | RusslandAlexei Stulnew Kirill Antjuch            | 56,29 3       | 56,25 4        | 1:52,54 +0,87        |
| 5       | SchweizRico Peter Thomas Amrhein                 | 56,35 5       | 56,40 6        | 1:52,75 +1,08        |
| 5       | LettlandUģis Žaļims Jānis Jansons                | 56,46 6       | 56,29 6        | 1:52,75 +1,08        |
| 7       | ÖsterreichBenjamin Maier Markus Sammer           | 56,61 8       | 56,26 5        | 1:52,87 +1,20        |
| 8       | SchweizBeat Hefti Maxim Belugin                  | 56,53 7       | 56,69 12       | 1:53,22 +1,55        |
| 9       | Vereinigtes KönigreichBruce Tasker Toby Olubi    | 56,82 12      | 56,41 8        | 1:53,23 +1,56        |
| 10      | DeutschlandNico Walther Kevin Kuske              | 56,80 10      | 56,44 9        | 1:53,24 +1,57        |
| 11      | PolenMateusz Luty Krzysztof Tylkowski            | 56,62 9       | 56,63 11       | 1:53,25 +1,58        |
| 12      | RusslandMaxim Andrianow Ilja Malych              | 56,80 10      | 56,46 10       | 1:53,26 +1,59        |
| 13      | ItalienSimone Bertazzo Mattia Variola            | 56,99 13      | 57,07 13       | 1:54,06 +2,39        |
| 14      | TschechienDominik Dvořák Jakub Nosek             | 57,03 14      | –              | 57,03                |
| 15      | Vereinigtes KönigreichLamin Deen Samuel Blanchet | 57,32 15      | –              | 57,32                |
| 16      | NiederlandeIvo de Bruin Dennis Veenker           | 57,35 16      | –              | 57,35                |
| 17      | TschechienJan Vrba Dominik Suchý                 | 57,46 17      | –              | 57,46                |
| 18      | RumänienDorin Grigore Florin Cezar Crăciun       | 57,86 18      | –              | 57,86                |
| 18      | KroatienDražen Silić Aleksandar Krajišnik        | 57,86 18      | –              | 57,86                |
| DSQ (8) | RusslandAlexander Kasjanow Alexei Puschkarjow    | 56,37 DSQ (6) | 56,58 DSQ (11) | 1:52,95 +1,28        |

### Viererbob Männer
Johannes Lochner konnte mit seiner Crew seinen ersten Europameistertitel im Vierer-Bob feiern. Lag die Konkurrenz mit Nico Walther und erst 23-jährigen Benjamin Maier aus Österreich noch auf Schlagdistanz zum Titel konnte Lochner im zweiten Lauf mit Tagesbestzeit den Abstand noch vergrößern und letztlich mit einem komfortablen Vorsprung von fast 5 Zehnteln den Europameistertitel feiern. Durch die die nur viertbeste Zeit im zweiten Durchgang verspielte Nico Walther fast noch seine Silbermedaille, am Ende trennten ihn ganze 2 Hundertstel vom Österreicher Maier. Mitfavorit Francesco Friedrich konnte bereits nach dem ersten Lauf mit über einer halben Sekunde Rückstand auf Lochner alle Titelambitionen begraben. Mit der zweitschnellsten Zeit im zweiten Lauf belegte er noch den vierten Rang. Diesen belegte ursprünglich der Russe Alexander Kasjanow, dem nach den vorhergehenden Weltcuprennen mindestens Medaillenchancen eingeräumt wurden. Er sowie Nationalmannschaftskollege Alexei Stulnew wurden im Nachgang mit ihren Crews wegen Dopingvergehen bzw. verbotener Methoden von der IBSF gesperrt und ihre Ergebnisse annulliert. Dementsprechend verschoben sich die Platzierungen.
Datum: 15. Januar 2017
| Platz   | Bob                                                                                       | Lauf 1 Platz  | Lauf 2 Platz  | Gesamtzeit Rückstand |
| ------- | ----------------------------------------------------------------------------------------- | ------------- | ------------- | -------------------- |
| 1       | DeutschlandJohannes Lochner Sebastian Morawka Joshua Bluhm Christian Rasp                 | 54,50 1       | 54,45 1       | 1:48,95 ±0,00        |
| 2       | DeutschlandNico Walther Kevin Kuske Kevin Korona Eric Franke                              | 54,63 2       | 54,77 4       | 1:49,40 +0,45        |
| 3       | ÖsterreichBenjamin Maier Stefan Laussegger Markus Sammer Dănuț Moldovan                   | 54,72 3       | 54,70 3       | 1:49,42 +0,47        |
| 4       | DeutschlandFrancesco Friedrich Candy Bauer Martin Grothkopp Thorsten Margis               | 55,05 6       | 54,57 2       | 1:49,62 +0,67        |
| 5       | RusslandMaxim Andrianow Pjotr Moissejew Ilja Malych Ruslan Samitow                        | 54,90 5       | 54,93 6       | 1:49,83 +0,88        |
| 6       | LettlandOskars Ķibermanis Jānis Jansons Matīss Miknis Raivis Zīrups                       | 54,85 4       | 55,02 7       | 1:49,87 +0,92        |
| 7       | Vereinigtes KönigreichLamin Deen Toby Olubi Joel Fearon Ben Simons                        | 55,24 7       | 55,10 8       | 1:50,34 +1,39        |
| 8       | SchweizRico Peter Bror van der Zijde Simon Friedli Thomas Amrhein                         | 55,52 12      | 54,91 5       | 1:50,43 +1,48        |
| 9       | LettlandUģis Žaļims Helvijs Lūsis Dāvis Spriņģis Kaspars Brezinskis                       | 55,25 8       | 55,23 9       | 1:50,48 +1,53        |
| 10      | ItalienSimone Bertazzo Costantino Ughi Federico Comel Lorenzo Bilotti                     | 55,31 9       | 55,26 10      | 1:50,57 +1,62        |
| 11      | TschechienJan Vrba David Egydy Dominik Suchý Jakub Nosek                                  | 55,35 10      | 55,26 11      | 1:50,61 +1,66        |
| 12      | Vereinigtes KönigreichOliver Biddulph Tremayne Gilling Mark Lewis-Francis Gregory Cackett | 55,46 11      | 55,46 12      | 1:50,92 +1,97        |
| 13      | TschechienDominik Dvořák Jan Šindelář Jan Stokláska Dominik Záleský                       | 55,58 13      | –             | 55,58                |
| 14      | SchweizBeat Hefti Yann Moulinier Marcel Dobler Michael Kuonen                             | 55,60 14      | –             | 55,60                |
| 15      | NiederlandeIvo de Bruin Rudy Mensink Igor Brink Dennis Veenker                            | 55,64 15      | –             | 55,64                |
| 16      | RumänienDorin Grigore Adrian Radu Florian Cezar Crăciun Ionel Irinel Augustin Cojan       | 55,67 16      | –             | 55,67                |
| 17      | PolenMateusz Luty Jakub Zakrzewski Łukasz Miedzik Grzegorz Kossakowski                    | 55,74 17      | –             | 55,74                |
| 18      | KroatienDražen Silić Benedikt Nikpalj Aleksandar Krajišnik Damjan Zlatnar                 | 55,90 18      | –             | 55,90                |
| DSQ (4) | RusslandAlexander Kasjanow Alexei Saizew Alexei Puschkarjow Maxim Belugin                 | 54,89 DSQ (6) | 54,71 DSQ (4) | 1:49,60 +0,65        |
| DSQ (5) | RusslandAlexei Stulnew Wassili Kondratenko Ilwir Chusin Roman Koschelew                   | 54,84 DSQ (4) | 54,78 DSQ (6) | 1:49,62 +0,67        |

### Zweierbob Frauen
Nachdem Mariama Jamanka in ihrer Premierensaison 2015/16 bei der EM mit Anschieberin Franziska Bertels den sechsten Platz belegt hatte, fuhr sie zunächst auch in der Saison 2016/17 der Konkurrenz hinterher. Erst der Wechsel zu Annika Drazek, die im Vorjahr mit der zurückgetretenen Pilotin Anja Schneiderheinze Europa- und Weltmeisterin geworden war, erbrachte konkurrenzfähige Zeiten. Allerdings kam dieses Duo durch Verletzungen von Drazek erst kurz vor der EM zusammen. Umso überraschender war die EM-Führung im ersten Lauf, die Jamanka/Drazek auch im zweiten Lauf nicht hergaben und sogar ausbauten. Für Jamanka war es der erste internationale Titel im Bobsport.
Datum:13. Januar 2017
| Platz | Bob                                                    | Lauf 1 Platz | Lauf 2 Platz | Gesamtzeit Rückstand |
| ----- | ------------------------------------------------------ | ------------ | ------------ | -------------------- |
| 1     | DeutschlandMariama Jamanka Annika Drazek               | 57,24 1      | 57,26 1      | 1:54,50 ±0,00        |
| 2     | RusslandNadeschda Sergejewa Anastassija Kotscherschowa | 57,47 2      | 57,55 2      | 1:55,02 +0,52        |
| 3     | ÖsterreichChristina Hengster Jennifer Onasanya         | 57,67 3      | 57,93 5      | 1:55,60 +1,10        |
| 4     | RusslandAlexandra Rodionowa Julija Schokschujewa       | 57,82 4      | 57,88 4      | 1:55,70 +1,20        |
| 5     | BelgienElfje Willemsen Sophie Vercruyssen              | 57,84 5      | 57,97 6      | 1:55,81 +1,31        |
| 5     | DeutschlandChristin Senkel Ann-Christin Strack         | 50,86 8      | 50,65 3      | 1:55,83 +1,31        |
| 7     | Vereinigtes KönigreichMica McNeill Montell Douglas     | 57,84 5      | 58,01 7      | 1:55,85 +1,35        |
| 8     | BelgienAn Vannieuwenhuyse Sara Aerts                   | 57,95 7      | 58,13 8      | 1:56,08 +1,58        |
| 9     | RumänienMaria Adela Constantin Erika Anett Halai       | 58,20 9      | 58,35 9      | 1:56,55 +2,05        |
| 10    | RumänienAndreea Grecu Olívia Vild                      | 59,01 10     | 58,44 10     | 1:57,45 +2,95        |
| 11    | BelgienLien de Decker Nel Paulissen                    | 59,08 11     | 58,54 11     | 1:57,62 +3,12        |

## Skeleton

### Frauen
Die erst 21-jährige Jacqueline Lölling konnte nach ihrer überraschenden Silbermedaille bei den Weltmeisterschaften 2015 ihren ersten internationalen Titel in Winterberg feiern. Dabei war der Wettbewerb von Wetterunbilden geprägt. Starke Schneefälle im Sauerland verhinderten die Durchführung des ersten Wertungslaufes, so dass nur ein Lauf in die Wertung kam. In diesem Lauf ließ Lölling die Titelverteidigerin Janine Flock aus Österreich und Mannschaftskollegin Tina Hermann hinter sich.
Datum: 15. Januar 2017
| Rang | Athletin           | Nation         | Lauf 1      | Gesamt      | Rückstand |
| ---- | ------------------ | -------------- | ----------- | ----------- | --------- |
| 1    | Jacqueline Lölling | Deutschland    | 58,12 s     | 58,12 s     |           |
| 2    | Janine Flock       | Österreich     | 58,28 s     | 58,28 s     | 0,16 s    |
| 3    | Tina Hermann       | Deutschland    | 58,37 s     | 58,37 s     | 0,25 s    |
| 4    | Lizzy Yarnold      | Großbritannien | 58,51 s     | 58,51 s     | 0,39 s    |
| 5    | Kimberley Bos      | Niederlande    | 58,58 s     | 58,58 s     | 0,46 s    |
| 6    | Laura Deas         | Großbritannien | 58,63 s     | 58,63 s     | 0,51 s    |
| 7    | Lelde Priedulēna   | Lettland       | 58,81 s     | 58,81 s     | 0,69 s    |
| 8    | Anna Fernstädt     | Deutschland    | 58,84 s     | 58,84 s     | 0,72 s    |
| 9    | Kim Meylemans      | Belgien        | 59,07 s     | 59,07 s     | 0,95 s    |
| 10   | Joska Le Conté     | Niederlande    | 59,19 s     | 59,19 s     | 1,07 s    |
| 11   | Yulia Kanakina     | Russland       | 59,28 s     | 59,28 s     | 1,16 s    |
| 12   | Marina Gilardoni   | Schweiz        | 59,42 s     | 59,42 s     | 1,30 s    |
| 13   | Jelena Nikitina    | Russland       | 59,59 s     | 59,59 s     | 1,47 s    |
| 14   | Maria Orlova       | Russland       | 1:00,07 min | 1:00,07 min | 1,95 s    |
| 15   | Maria Montejano    | Spanien        | 1:01,50 min | 1:01,50 min | 3,38 s    |

### Männer
Bereits im ersten Lauf war das Brüderpaar Dukurs aus Lettland das Maß der Dinge und belegte mit nur zwei Hundertsteln Unterschied die vorderen zwei Plätze. Dahinter kämpften mit bereits gehörigem Abstand vier Skeletonis um die Bronzemedaille, darunter Christopher Grotheer und Axel Jungk aus Deutschland. Altmeister Alexander Tretjakow lag nach Lauf eins nur auf dem fünften Platz. Mit der nur sechstbesten Zeit im zweiten Lauf brachte sich Titelverteidiger Tomass Dukurs fast noch um die Silbermedaille. Sein Bruder Martins konnte dadurch relativ ungefährdet seinen achten Europameistertitel in Folge gewinnen. Alexander Tretjakow gewann mit der zweitbesten Laufzeit noch Bronze.
Datum 14. Januar 2017
| Rang | Athlet                 | Nation         | Lauf 1      | Lauf 1 | Lauf 2  | Lauf 2 | Gesamt      |
| Rang | Athlet                 | Nation         | Zeit        | Rang   | Zeit    | Rang   | Zeit        |
| ---- | ---------------------- | -------------- | ----------- | ------ | ------- | ------ | ----------- |
| 1    | Martins Dukurs         | Lettland       | 56,14 s     | 1      | 55,90 s | 1      | 1:52,04 min |
| 2    | Tomass Dukurs          | Lettland       | 56,16 s     | 2      | 56,50 s | 6      | 1:52,66 min |
| 3    | Alexander Tretjakow    | Russland       | 56,51 s     | 5      | 56,20 s | 2      | 1:52,71 min |
| 4    | Christopher Grotheer   | Deutschland    | 56,49 s     | 4      | 56,29 s | 3      | 1:52,78 min |
| 5    | Nikita Tregubow        | Russland       | 56,44 s     | 3      | 56,45 s | 5      | 1:52,89 min |
| 5    | Axel Jungk             | Deutschland    | 56,60 s     | 6      | 56,29 s | 3      | 1:52,89 min |
| 7    | Alexander Gassner      | Deutschland    | 56,87 s     | 7      | 56,61 s | 7      | 1:53,48 min |
| 8    | Dominic Edward Parsons | Großbritannien | 57,14 s     | 8      | 56,95 s | 8      | 1:54,09 min |
| 9    | Ander Mirambell        | Spanien        | 57,35 s     | 10     | 57,10 s | 9      | 1:54,45 min |
| 10   | Jack Thomas            | Großbritannien | 57,34 s     | 9      | 57,21 s | 10     | 1:54,55 min |
| 11   | Marco Rohrer           | Schweiz        | 57,37 s     | 11     | 57,46 s | 11     | 1:54,83 min |
| 12   | Matthias Guggenberger  | Österreich     | 57,45 s     | 13     | 57,46 s | 11     | 1:54,91 min |
| 13   | Jewgeni Rokusuev       | Russland       | 57,37 s     | 11     | 57,64 s | 13     | 1:55,01 min |
| 14   | Mattia Gaspari         | Italien        | 57,56 s     | 14     | DNQ     | DNQ    |             |
| 15   | Florian Auer           | Österreich     | 57,57 s     | 15     | DNQ     | DNQ    |             |
| 16   | Stefan Geisler         | Österreich     | 57,63 s     | 16     | DNQ     | DNQ    |             |
| 17   | Riet Graf              | Schweiz        | 57,95 s     | 17     | DNQ     | DNQ    |             |
| 18   | Denis Lorencic         | Slowenien      | 1:00,39 min | 18     | DNQ     | DNQ    |             |

## Medaillenspiegel
| Platz | Nation      | Gold | Silber | Bronze |
| ----- | ----------- | ---- | ------ | ------ |
| 1     | Deutschland | 4    | 2      | 1      |
| 2     | Lettland    | 1    | 1      | 1      |
| 3     | Österreich  | 0    | 1      | 2      |
| 4     | Russland    | 0    | 1      | 1      |